# یواس‌اس سالیناس (ای‌او-۱۹)
یواس‌اس سالیناس (ای‌او-۱۹) (به انگلیسی: USS Salinas (AO-19)) یک کشتی بود که طول آن ۴۷۷ فوت ۱۰ اینچ (۱۴۵٫۶۴ متر) بود. این کشتی در سال ۱۹۲۰ ساخته شد.